# Bo Sigvard Nilsson
Bo Sigvard Nilsson, född 11 november 1942 i Göteborg, är en svensk författare och dramatiker. Han har också regisserat för scenteater och TV och är även föreläsare och estradör. 
Nilsson har haft styrelseposter bland annat i Sveriges Författarfond och Sveriges Författarförbund.

## Dramatik: teater, TV, film
- 1969 – Gustafsson, scenpjäs (delförfattare)
- 1970 – Ostindiefarare, scenpjäs
- 1971 – Lillan, scenpjäs
- 1971 – Gänget, scenpjäs
- 1971 – Centan nästa..., scenpjäs
- 1972 – Bedrägeri, tv-film
- 1974 – Fiskeläget, tv-serie, 4 delar
- 1974 – Vikingar, scenpjäs
- 1975 – Tur och retur, scenpjäs
- 1975 – I vikingatid, scenpjäs
- 1976 – Hammarstads BK, tv-serie, 6 delar
- 1976 – Det är nu livet börjar..., tv-film
- 1977 – Upp med händerna, sa Bodil, radiopjäs
- 1977 – Dygnet runt, tv-serie, 4 delar
- 1979 – Innan vintern kommer, tv-serie, 4 delar
- 1981 – Gulaschbaronen, tv-pjäs (samproduktion SVT/YLE, Finland)
- 1982 – Vi ses på Bråddvaj (TV-serie)
- 1983 – Du är min tid, scenpjäs
- 1983 – Kulan i luften, kortfilm
- 1985 – Rockslaget, scenpjäs
- 1987 – Bastuban, scenpjäs
- 1990 – Istanbul, långfilm (Omegafilm)
- 1991 – Spänn mej för Karlavagnen, tv-film
- 1992 – BK Laglösa, 6 kortfilmer (SVT)
- 1993 – Bastuban, musiksaga (Göteborgs konserthus)
- 1994 – År av drömmar, tv-serie, 6 delar
- 1997 – Inget är väl som mars..., en kattkabaré
- 2006 – Tango Exil, scenpjäs

## Priser och utmärkelser
- 1969 – Eckersteinska litteraturpriset
- 1970 – Göteborgs stads kulturstipendium[3]
- 1988 – Göteborgs Författarsällskaps pris
- 1992 – Lerums kulturpris
- 1996 – Partille Bokhandels pris